# (72696) 2001 FJ74
(72696) 2001 FJ74 – planetoida z pasa głównego asteroid okrążająca Słońce w ciągu 5,21 lat w średniej odległości 3 j.a. Odkryta 19 marca 2001 roku.